# 新西方 (指宿市)
新西方（しんにしかた）は、鹿児島県指宿市の大字。旧薩摩国揖宿郡今和泉郷新西方村、揖宿郡今和泉村大字新西方。郵便番号は891-0313。人口は769人、世帯数は350世帯（2015年10月1日現在）。

## 地理
指宿市の北部に位置し、湊川上流域に位置する。字域の北方には指宿市岩本、南方から東方にかけては指宿市西方、西方には指宿市池田にそれぞれ隣接している。
字域の中部を鹿児島県道28号岩本開聞線が東西に、南部には鹿児島県道236号頴娃宮ケ浜線が東西に通っており、西部の幸屋地区で交差している。集落は南東部の湊川流域に集中しており、集落と共に耕地が広がる。

### 河川
- 湊川

## 歴史

### 新西方村の成立
延享元年に島津忠卿が応永24年に川辺城の戦いで和泉家当主であった直久が戦死して以降、断絶していた和泉家を継ぎ、今和泉島津家と称し、その際に指宿郷及び頴娃郷の一部から今和泉家の私領として今和泉島津郷が編成され、指宿郷西方村のうち半分の区域が分割され新西方村として分村され、新西方村は今和泉郷（外城）に属した。
新西方村は薩摩国揖宿郡今和泉郷（外城）に属し、村高（石高）は「三州御治世要覧」では「指宿郷内西方村ヨリ分ル」と記載されており村高の記載はない。「旧高旧領取調帳」では447石余であったと記載されている。

### 町村制施行以後
1889年（明治22年）に町村制が施行されたのに伴い、それまでの今和泉郷の全域より今和泉村が成立し、それまでの新西方村は今和泉村の大字「新西方」となった。
1954年（昭和29年）4月1日に今和泉村が指宿町と合併、同時に市制施行し指宿市が成立。それに伴い、指宿市の大字「新西方」となる。
2006年（平成18年）1月1日には指宿市が山川町及び開聞町と新設合併し、新制の指宿市となったが、旧指宿市の区域では大字名の変更は無く、住所の表示は従来通り（指宿市新西方）である。

## 人口
以下の表は国勢調査による小地域集計が開始された1995年以降の人口の推移である。
| 統計年             | 統計年 | 人口  | 人口 |
| ------------------ | ------ | ----- | ---- |
| 1995年（平成7年）  | [ 8 ]  | 1,058 |      |
| 2000年（平成12年） | [ 9 ]  | 938   |      |
| 2005年（平成17年） | [ 10 ] | 908   |      |
| 2010年（平成22年） | [ 11 ] | 834   |      |
| 2015年（平成27年） | [ 2 ]  | 769   |      |

## 施設

### 教育
- 指宿市立西指宿中学校
- 新西方保育園

### 郵便局
- 新西方簡易郵便局[12]

### 寺社
- 今嶽神社
- 日潤寺

## 小・中学校の学区
市立小・中学校に通う場合、学区（校区）は以下の通りとなる。
| 大字   | 地区 | 小学校               | 中学校               |
| ------ | ---- | -------------------- | -------------------- |
| 新西方 | 全域 | 指宿市立今和泉小学校 | 指宿市立西指宿中学校 |

## 交通

### 道路
主要地方道
- 鹿児島県道28号岩本開聞線

一般県道
- 鹿児島県道236号頴娃宮ケ浜線